# Przemysław Gosiewski
Przemysław Edgar Gosiewski (ur. 12 maja 1964 w Słupsku, zm. 10 kwietnia 2010 w Smoleńsku) – polski polityk, współzałożyciel partii Prawo i Sprawiedliwość, przewodniczący klubu parlamentarnego PiS (2005–2006, 2007–2010) i wiceprezes partii (2010), poseł na Sejm IV, V i VI kadencji (2001–2010), minister-członek Rady Ministrów (2006–2007) oraz wiceprezes Rady Ministrów (2007) w rządzie Jarosława Kaczyńskiego.

## Życiorys
Absolwent Liceum Ogólnokształcącego im. Stefana Żeromskiego w Darłowie z 1983. W latach 1983–1989 studiował na Wydziale Prawa i Administracji Uniwersytetu Gdańskiego. Tytuł zawodowy magistra uzyskał w 1997.
W czasie studiów rozpoczął działalność opozycyjną, w 1984 związał się z Niezależnym Zrzeszeniem Studentów Uniwersytetu Gdańskiego i był kolporterem podziemnych wydawnictw. W 1986 współzałożyciel Uczelnianego Komitetu Koordynacyjnego Uniwersytetu Gdańskiego (wraz z Grzegorzem Biereckim, Leszkiem Biernackim, Mariuszem Popielarzem, Andrzejem Sosnowskim i Tomaszem Posadzkim). Brał udział w strajku studenckim w 1988. Był studentem m.in. Lecha Kaczyńskiego (prowadzącego na UG zajęcia z prawa pracy), zaś w 1989 rozpoczął współpracę z jego bratem Jarosławem.
W 1989 został zatrudniony przez Lecha Kaczyńskiego, pełniącego funkcję wiceprzewodniczącego Niezależnego Samorządnego Związku Zawodowego „Solidarność”, na stanowisku kierownika biura ds. kontaktów z regionami Komisji Krajowej „Solidarności”, które zajmował do 1991.
Wspólnie z braćmi Kaczyńskimi brał udział w zakładaniu Porozumienia Centrum. W latach 1991–1999 był sekretarzem zarządu głównego PC, zaś w latach 1992–1993 kierownikiem biura poselskiego posła PC Adama Glapińskiego. W 1993 kandydował bez powodzenia do Sejmu. W latach 90. zaangażował się w działalność Spółdzielczych Kas Oszczędnościowo-Kredytowych. W latach 1993–1995 pracował jako specjalista w biurze pełnomocnika zarządu Fundacji na rzecz Polskich Związków Kredytowych.
W wyborach prezydenckich w 1995 był pełnomocnikiem sztabu wyborczego Lecha Kaczyńskiego (który ostatecznie wycofał się z wyborów). W tym samym roku rozpoczął pracę w spółce Srebrna (w której kierownicze funkcje pełnił Jarosław Kaczyński, a współpracownikami byli inni działacze PC, Adam Lipiński i Wojciech Jasiński), wydającej czasopismo „Nowe Państwo” (pracował także w redakcji).  W wyborach parlamentarnych w 1997 bez powodzenia ubiegał się o mandat poselski z listy Akcji Wyborczej Solidarność w województwie łomżyńskim. W latach 1998–2001 zasiadał w Sejmiku Województwa Mazowieckiego I kadencji z ramienia AWS. W okresie 2000–2001 był doradcą Lecha Kaczyńskiego, zajmującego wówczas stanowisko ministra sprawiedliwości.
Od 2001 należał do Prawa i Sprawiedliwości. Organizował struktury tego ugrupowania w województwie świętokrzyskim. W Sejmie IV kadencji po raz pierwszy sprawował mandat poselski. Zasiadał wówczas w Komisji Obrony Narodowej, Komisji Sprawiedliwości i Praw Człowieka oraz w komisji śledczej ds. prywatyzacji PZU. W wyborach w 2005 ponownie został posłem z okręgu kieleckiego. Od 3 listopada 2005 do 19 lipca 2006 był przewodniczącym Klubu Parlamentarnego PiS. Po publikacji w jednym z niemieckich czasopism tekstu ośmieszającego braci Kaczyńskich w lipcu 2006, wystąpił z oficjalnym wnioskiem do polskiego ministra sprawiedliwości, aby ten podjął kroki zmierzające do ewentualnego ukarania niemieckiego autora tekstu, przy użyciu międzynarodowego listu gończego, za znieważenie prezydenta.
Od 14 lipca 2006 do 7 września 2007 i ponownie od 11 września do 16 listopada 2007 pełnił funkcję ministra-członka Rady Ministrów w rządzie Jarosława Kaczyńskiego, będąc jednocześnie przewodniczącym Komitetu Stałego Rady Ministrów. Od 8 maja 2007 do 7 września 2007 i od 11 września do 16 listopada 2007 zajmował stanowisko wicepremiera. Pomiędzy tymi okresami był sekretarzem stanu w Kancelarii Prezesa Rady Ministrów.
W wyborach parlamentarnych w 2007 uzyskał w okręgu kieleckim najlepszy indywidualny wynik w tymże okręgu (138 405 głosów). 13 listopada tego samego roku został ponownie przewodniczącym KP PiS. W styczniu 2010 zrezygnował z tej funkcji i został jednym z wiceprezesów PiS.
10 kwietnia 2010 zginął w katastrofie polskiego samolotu Tu-154M w Smoleńsku w drodze na obchody 70. rocznicy zbrodni katyńskiej. 21 kwietnia tego samego roku został pochowany w Kwaterze Smoleńskiej na Cmentarzu Wojskowym na Powązkach w Warszawie. W związku z wątpliwościami w dokumentacji sądowo-medycznej na polecenie prokuratora prokuratury wojskowej prowadzącego śledztwo w sprawie katastrofy w Smoleńsku 19 marca 2012 przeprowadzono ekshumację jego ciała.

## Odznaczenia, wyróżnienia i upamiętnienie
16 kwietnia 2010 został pośmiertnie odznaczony Krzyżem Komandorskim z Gwiazdą Orderu Odrodzenia Polski. Otrzymał tytuły honorowego obywatela Włoszczowy (w 2007) oraz Ostrowca Świętokrzyskiego (pośmiertnie w 2010).
W 2010, pół roku po śmierci polityka, w Kołakach Kościelnych otwarto poświęconą Przemysławowi Gosiewskiemu izbę pamięci. Zgromadzono w niej jego fotografie, różne dokumenty związane z prowadzoną działalnością polityczną oraz księgi kondolencyjne. Izbę pamięci zorganizowali własnym kosztem w należącym do siebie gospodarstwie rodzice zmarłego.
Upamiętniające go tablice umieszczono na bazylice katedralnej w Kielcach, w kościele Świętego Maksymiliana Kolbego w Darłowie, w Końskich oraz na stacji kolejowej Włoszczowa Północ.
Rada Miasta Kielce w 2012 nadała jednej z ulic imię Przemysława Gosiewskiego. W 2017 odsłonięto pomnik Przemysława Gosiewskiego w formie ławeczki w Dąbkach, a w 2019 odsłonięto jego pomnik w Kielcach.

## Życie prywatne
Wychowywał się w Darłowie. Jego ojciec Jan (zm. 2023) był pedagogiem i nauczycielem historii, należał do Polskiej Zjednoczonej Partii Robotniczej. Jego matka Jadwiga z domu Czarnołęska (zm. 2025) była pediatrą, angażowała się w działalność polityczną w ramach lokalnych struktur PiS w powiecie sławieńskim.
Przemysław Gosiewski był dwukrotnie żonaty. Z Małgorzatą Gosiewską, z którą się rozwiódł, miał syna, zaś z drugą żoną, Beatą Gosiewską, miał syna i córkę.